# C.V. Gerritsenbrug
De C.V. Gerritsenbrug (brug 452) is een vaste brug in het Amsterdamse Vondelpark met een lengte van ongeveer 10 meter.
Het Vondelpark kent een verscheidenheid aan bruggen, van de grote Diaconessenbrug (brug 454, Willemsbrug) tot de sierlijke Pater van Kilsdonkbrug (brug 450). De modernste van die bruggen is zonder meer brug 452. Ten opzichte van andere onderdelen van het park is het een anachronisme. Daar waar grote delen van het park dateren uit de late 19e eeuw, dateert deze brug uit 1956/1957. De voetbrug verzorgt de afvoer en toevoer van het Blauwe Theehuis. Omdat de brug blauwe balustrades heeft werd ze in de volksmond wel de Blauwe brug genoemd, niet te verwarren met de Blauwbrug in Amsterdam-Centrum. Echter de meeste bruggen destijds ontworpen door de  Dienst der Publieke Werken kregen blauwe balustrades mee (tegenover een wit betonnen overspanning).
Deze brug is ontworpen door de architect Dirk Sterenberg en bestaat uit één boog van beton met daarop de aangehaalde balustrades. Sterenberg heeft met deze brug niet alleen een van de kortste bruggen achter zijn naam staan, maar met Brug 705 ook een van de langste. Ook het verschil in gebruik tussen beide bruggen is enorm. Brug 452 is alleen geschikt voor voetgangers; brug 705 is een drukke verkeersbrug/viaduct waarover ook trams rijden in de Cornelis Lelylaan over de Johan Huizingalaan.
Alhoewel er diverse malen getracht is de brug te laten afplatten en/of te verbreden om toevoer naar het theehuis per auto mogelijk te maken, werd dat steeds door het gemeente- dan wel stadsdeelbestuur tegengehouden. Ze wilden het Vondelpark zo autoluw mogelijk houden.
De brug ging vanaf haar oplevering in officiële stukken naamloos door het leven als brug 452. De gemeente Amsterdam vroeg in 2016 aan de Amsterdamse bevolking om mogelijke namen voor dergelijke bruggen. Een voorstel deze brug te vernoemen naar politicus Carel Victor Gerritsen (1850-1905) werd in april 2018 goedgekeurd en opgenomen in de Basisadministratie Basisregistraties Adressen en Gebouwen.
<<< · 400 · 401 · 402 · 403 · 404 · 405 · 406 · 407 · 408 · 409 · 410 · 411 · 413 · 414 · 415 · 416 · 417 · 418 · 419 · 420 · 421 · 422 · 423 · 424 · 425 · 427 · 429 · 430 · 431 · 432 · 433 · 434 · 435 · 436 · 437 · 438 · 439 · 440 · 441 · 442 · 443 · 444 · 445 · 446 · 447 · 448 · 449 · 450 · 451 · 452 · 453 · 454 · 455 · 456 · 457 · 458 · 459 · 460 · 461 · 462 · 463 · 464 · 465 · 466 · 469 · 470 · 471 · 472 · 473 · 474 · 475 · 476 · 478 · 479 · 480 · 482 · 483 · 485 · 486 · 487 · 488 · 489 · 490 · 491 · 492 · 493 · 494 · 495 · 496 · 497 · 499 · >>>
Brugnummers 412, 426, 428, 467, 468, 477, 481, 484 en 498 zijn niet (meer) vergeven.